# Ondřej Vrtiška
Ondřej Vrtiška (* 1976 Vlašim) je český novinář a spisovatel, věnující se popularizaci vědy.
Na Přírodovědecké fakultě Univerzity Karlovy vystudoval hydrobiologii; poté studoval žurnalistiku a krátce kulturní antropologii na Fakultě sociálních věd. Tu však už nedokončil, když od dubna 2001 do června 2006 působil v dětském čtrnáctideníku ABC jako přírodovědný redaktor a později i zástupce šéfredaktorky pomáhající se změnou formátu časopisu. Po odchodu z ABC pracoval jako šéfredaktor populárněvědné digitální stanice Českého rozhlasu Leonardo a od srpna 2008 do prosince 2012 byl redaktorem časopisu Týden., poté editorem rubriky HN Future na ihned.cz. Nyní pracuje jako novinář na volné noze. Je šéfredaktorem časopisu Vesmír a přispívá do dalších médií.